# Gammarus laticoxalis
Gammarus laticoxalis is een vlokreeftensoort uit de familie van de Gammaridae. De wetenschappelijke naam van de soort is voor het eerst geldig gepubliceerd in 1977 door Karaman & Pinkster.
Deze 16 mm (man) grote gammaride is alleen bekend van een kleine bron in Ain-Fidje in het Syrisch berggebied Anti-Libanon. Hier werd het aangetroffen onder stenen.